# Au Cap

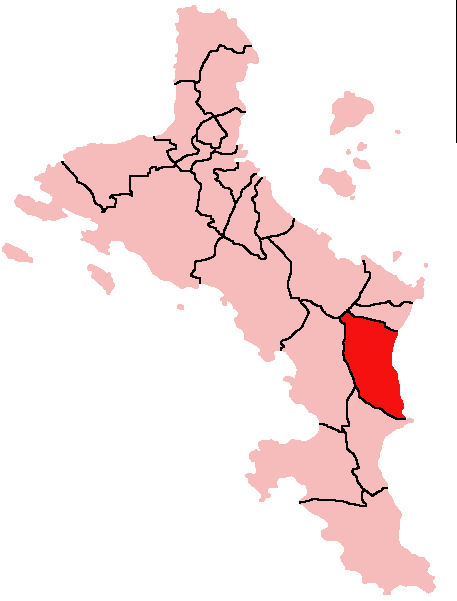
Położenie dystryktu Au Cap na wyspie Mahé

Au Cap (dawniej Anse Louis) – dystrykt we wschodniej części wyspy Mahé; 2 997  mieszkańców (2002). 